# Amegilla antimena
Amegilla antimena es una especie de abeja excavadora perteneciente al género Amegilla, categorizada en la tribu Anthophorini, de la subfamilia Apinae.
Fue descrita científicamente por el entomólogo suizo Henri Louis Frédéric de Saussure en 1890. Aparece registrada y publicada en una sección de Catalogue of Afrotropical bees (Hymenoptera: Apoidea: Apiformes). Zootaxa, Vol. 2455 de 2010.

## Distribución
Se distribuye por el continente africano, específicamente en Madagascar, en Toliara, Antsiranana y Mahajanga.